# اردک بوم‌پشت
اردک بوم‌پشت (نام علمی: Aythya valisineria) نام یک گونه از زیرخانواده اردک‌های روی آبچر است.